# Battaglia di Alicudi
La battaglia navale di Alicudi, nota anche col nome di seconda battaglia navale di Stromboli o battaglia di Milazzo, fu uno scontro navale che ebbe luogo l'8 gennaio 1676 durante la guerra franco-olandese tra una flotta francese di 29 navi sotto il comando di Abraham Duquesne e una flotta combinata di 27 navi olandesi e una spagnola sotto il Tenente-Ammiraglio Generale Michiel de Ruyter, che durò otto ore e si concluse senza alcuna vittoria da nessuna delle parti. Le flotte infatti si combatterono di nuovo nella battaglia di Augusta.

## Il contesto
Durante la Guerra d'Olanda, la città di Messina si ribellò agli Spagnoli. Nel 1674, quindi, la città venne sottoposta dagli spagnoli ad un blocco navale e pertanto i cittadini si risolsero a chiedere aiuto al re di Francia perché intervenisse nel conflitto. Luigi XIV accettò la richiesta e inviò una flotta sulle coste della Sicilia, con Valbelle e con Duquesne nel 1675 e con il duca di Vivonne nel 1676. Lo squadrone blu venne comandato direttamente da Abraham Duquesne, mentre quello bianco e blu da Preuilly-d'Humières.
I ribelli, tramite convogli, avrebbero avuto il compito di rifornire le navi francesi, navi di cui si interessarono direttamente gli spagnoli nella speranza di tagliare gli approvvigionamenti ai francesi, distraendosi così dal conflitto principale che si stava combattendo.
Gli olandesi, in guerra con la Francia, decisero di aiutare la Spagna inviando una loro flotta nel Mediterraneo, sotto il comando dell'ammiraglio Ruyter. In una lettera del 26 luglio 1675 che lo stadtholder Guglielmo III d'Orange spedì a Ruyter, il primo gli ordinò di andare:
Ma la flotta olandese era male equipaggiata: Michiel de Ruyter era infatti un avversario dello stadtholder per la politica interna che questi aveva adottato nei Paesi Bassi e proprio per questo Ruyter ottenne il comando della flotta, nella speranza che "non" tornasse da una missione impossibile in quelle condizioni.
Una volta giunto sul sito, Vivonne decise di conquistare la città di Augusta, centro di approvvigionamento degli spagnoli e base interessante per monitorare la costa meridionale della Sicilia. La città venne presa il 12 agosto 1675.
Il 20 dicembre 1675 gli olandesi giunsero a Milazzo.

## Il combattimento
L'avvicinarsi della flotta francese venne annunciata a Ruyter da due fuochi accesi sulle isole Lipari. L'8 gennaio, al mattino, le due flotte si scontrarono a una ventina di leghe a nord delle coste siciliane.
Col cambio del vento, le due flotte si spostarono verso sud-ovest (in direzione di Palermo) e si ritrovarono separate tra loro da una lega e mezza di mare. I francesi, col vento in poppa, scelsero quindi il momento più adatto per l'attacco.
Dopo nove ore, i due allineamenti iniziarono a cannoneggiarsi, procurandosi alcuni danni e costringendo alcune imbarcazioni ad abbandonare le rispettive linee per riparazioni d'urgenza, ma senza che questo causasse problemi ai due schieramenti.
I francesi a questo punto cercarono di utilizzare tre delle loro navi incendiarie, ma senza successo.
Verso sera le galee spagnole iniziarono a cannoneggiare Le Sceptre di Tourville che in risposta utilizzò i pezzi da 36 della propria batteria. Le galee spagnole non insistettero nell'attacco. I francesi ripartirono quindi verso nord-est in direzione di Stromboli.